# Шест чула (будизам)
Шест чула (санскрт: ṣaḍāyatana, пали: saḷāyatana) у будизму означавају шест органа чула и њихове предмете. Називају се и шест чулних основа, зато што на основу њих настаје свест.
Понекад се називају и дванаест основа чула, јер има шест унутрашњих (органи) и шест спољашњих (предмети) основа чула. Тако свако чуло чине његов орган и предмет:
1. Чуло вида (око и слике)
2. Чуло слуха (ухо и звуци)
3. Чуло њуха (нос и мириси)
4. Чуло укуса (језик и укуси)
5. Чуло додира (кожа и опипљиво)
6. Чуло мисли (ум и мисаоне појаве[2])

Будистичка и индијска епистемологија идентификују шест чула, насупрот пет чула које идентификује западна наука. У будизму се ум или разум (mano, латински: mens) сматра шестим, менталним чулом, одговорним за регистровање мисли и осећаја.

## Будино учење
Шест основа чула играју врло важну улогу у оквиру Будиног учења.

### Чула као извор света
Према Будином учењу, чула су поље на којем настаје и престаје читав свет. Отуда, на питање које је одувек мучило филозофе: како је настао овај свет, Буда одговара: 
На основу ока и слике настаје свест о виђеном. Кад се ово троје нађе на окупу, настаје контакт. Из контакта као нужног услова следи осећај. Из осећаја као нужног услова следи жеђ. Из жеђи као нужног услова следи гориво. Из горива као нужног услова следи бивање. Из бивања као нужног услова следи рођење. Из рођења као нужног услова следе старост и смрт, јад, туга, бол, неспокојство и очајање. Тако настаје овај свет.— Буда
У наставку, Буда исту формулу понавља и за остала чула.

### Обуздавање чула
Буда препоручује тренинг обуздавања чула (indriya saṃvara) или "стражарења на вратима чула", како чулни утисци не би проузроковали штетна стања ума, као што су свиђање, несвиђање, везаност, одбојност, разне конструкције и слично.
Овако би требало себе да вежбате: 'Стражарићемо на вратима својих чула. Кад оком видимо облик, нећемо се закачити за његов изглед и особине. Пошто нас ако око оставимо без страже, штетна ментална стања похлепе и туге могу освојити, практиковаћемо пут његовог обуздавања, стражарићемо над оком, настојаћемо да обуздамо око. […] Кад умом осетимо мисао, нећемо се закачити за њен изглед и особине. Пошто нас ако ум оставимо без страже, штетна ментална стања похлепе и туге могу освојити, практиковаћемо пут његовог обуздавања, стражарићемо над умом, настојаћемо да обуздамо ум.'— Буда
Чула су доминантни фактор који утиче на формирање искуства и у доброј мери одређују ментална стања. Но, чула су само рецептори, тачке контакта са спољашњим светом. Ум обрађује информације и посеже за предметима чула ако су пријатни или их одбија кад су непријатни, и ствара неповољна ментална стања жеђи, мржње, заслепљености и слично. Зато, ако држимо под контролом ум, држаћемо под контролом и сва остала чула.
Контрола не подразумева затварање чула, него вештину да не допустимо уму да гради "причу" на основу њих: 
Кад оком види облик, он се не везује за његова обележја и детаље. Пошто га штетна стања похлепе и потиштености могу напасти ако око остави без надзора, вежба његово обуздавање, стражари на вратима ока, обуздава око.— Буда
Обележја представљају најуочљивија својства предмета која, ако изостаје пажња, могу распалити мисли и осећања. „Детаљи” су појединости које могу заробити нашу пажњу, уколико уз први опажај није следило обуздавање. 
Обуздавање чула води „непомућеном миру”, када стабилност и равнотежа ума остају суштински непромењене.

### Улога мудрости
Према Будиним речима, мудрост је као оштрица ножа, којом уклањамо жеђ која се налази између чула и предмета: